# Димитър Милев (актьор)
Димитър Василев Милев е български актьор.

## Биография и творчество
Димитър Василев Милев е роден на 29 март 1945 г. в с.Велиново, община Трън. Завършил е ВИТИЗ „Кръстьо Сарафов“ и е работил в театрите в Плевен, със Софийски Окръжен театър-база Ботевград и други. Участвал е и в много български филми – „Ти, който си на небето“ (1990), „Прилив на нежност“ (1983), „Страстна неделя“ (1986), „Спирка за непознати“ (1989), „19 метра вятър“ (1986), „По дирята на безследно изчезналите“ (1979), „Дами канят“ и други. Димитър Милев е създателят на „Горски театър“ през 1980 година, където е и режисьор на постановката „Дон Жуан умира като всички хора“. Написал е и много сценарии, като например „Подли, отчаяни, ненужни“, която пиеса се е играла на две български сцени.
Починал на 8 април 2005 г.

## Театрални роли
ТВ театър
- „Маскарад“ (1980) (Михаил Лермонтов), 2 части

## Филмография
- Любовниците (1991 – 1992), 8 серии – в 1 серия: IV „Мама Кети“ (1992)
- Бащи и синове (1990), 5 серии – в 2 серии: II, V
- Историята, която трябваше да се случи (1989), 3 серии
- Пазачът на планетата (2-сер. тв, 1989)
- Ти, който си на небето (1989)
- Спирка за непознати (1988)
- Лято в бяло (1987)
- Едно стъпало по-горе (1987)
- Живот до поискване (1987)
- Страстна неделя (1986)
- 19 метра вятър (1986)
- В името на народа (1984)
- Прилив на нежност (1983)
- Юмруци в пръстта (1980)
- Обущарят чичо Спас магарето и Тошко (1980), 8 серии – в 1 серия: III
- Ловен сезон (1979)
- По дирята на безследно изчезналите (1978), 4 серии
- Сладко и горчиво (1975)